# 島田敏直
島田 敏直（しまだ としなお）は、江戸時代中期の地下官人。甘露寺規長の子。官位は従四位下・内匠頭。

## 概要
甘露寺家側の系図には名前が見えないものの、実父・甘露寺規長の孫・甘露寺国長の『国長卿記』文政9年（1826年）5月22日条に「祖父故一位殿落胤院庁官島田故主計頭紀元直朝臣男敏直朝臣今暁卒」とある。敏直が亡くなった際、国直は参内し、議奏に申し入れている。その後、所労と称した3日間自宅に引きこもり、実質的に喪に服した。